# Okonek (stacja kolejowa)
Okonek – stacja kolejowa w Okonku, w województwie wielkopolskim, w Polsce, na linii kolejowej nr 405, łączącej stację Piła Główna z Ustką. Według klasyfikacji PKP ma kategorię dworca lokalnego.

## Ruch pasażerski
| Rok  | Wymiana pasażerska na dobę |
| ---- | -------------------------- |
| 2017 | 20-49                      |
| 2022 | 50-99                      |